# Erna Wanders
Erna Wanders (24 augustus 1969) is een Nederlands damster die is opgegroeid in het zuidoosten van Drenthe en tegenwoordig in Emmen woont. Zij bezit de titels Internationaal en Nationaal Meester bij de vrouwen.

## Nederlands kampioenschap
Zij is veelvoudig finaliste in het Nederlands kampioenschap voor vrouwen maar is er door de superioriteit van eerst Karen van Lith en daarna de dames van Oost-Europese afkomst nog nooit in geslaagd om de Nederlandse damestitel te veroveren. 

## Wereldkampioenschap
Ze nam deel aan de wereldkampioenschappen voor vrouwen in 1989, 1995, 1997 en 2001.

## Europees kampioenschap
Ze nam deel aan de Europese kampioenschappen voor vrouwen in 2000 en 2002.
In 2004 won zij het sneldamkampioenschap van Drenthe door alle mannen (inclusief tweevoudig Nederlands sneldamkampioen Martin Dolfing) voor te blijven. Ze woont samen met de dammer Jan van Meggelen (speler van Damgenootschap het Noorden) en speelde in de nationale competitie al jarenlang voor Hijken DTC.